# ТЭЦ Бельско-Полноц
ТЭЦ Бельско-Полноц — теплоэлектроцентраль на юге Польши в городе Бельско-Бяла.

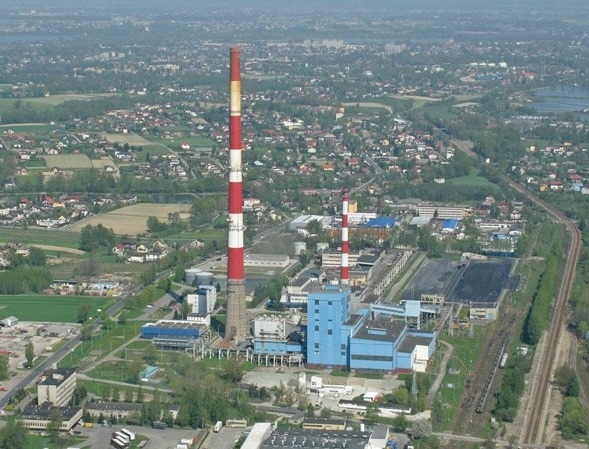

В 1975 году для обеспечения тепловой энергией Бельсько-Бяльского автомобильного завода и жилых кварталов на севере города (а также прилегающего поселка Чеховице-Дзедзице) ввели в эксплуатацию котельню, которая в дальнейшем превратилась в ТЭЦ Бельсько-Полноц или Бельсько-Бяла-2 (ЭС-2). Она имела пять котлов: три паровых на мазуте и два угольных водогрейных.
В 1997 году на площадке построили энергоблок типа BC50, который оснастили угольным котлом с циркулирующим кипящим шаром OFz-230, поставленным компанией Rafako (Рацибуж). В нем также установили теплофикационную турбину 13CK55 мощностью 55 МВт ельблонгской филии концерна ABB (до 1990 года носила название Zamech). После этого отказались от водогрейных и одного парового котлов, но продолжили использовать два паровых котла OO-70 мощностью по 44,4 МВт (производства компании Sefako из Сендзишува). В такой конфигурации общая тепловая мощность ТЭЦ составляла 201,4 МВт.
Для удаления продуктов сгорания предназначен дымоход высотой 225 метров.